# Karl Borromäus Ferdinand Putz von Rolsberg

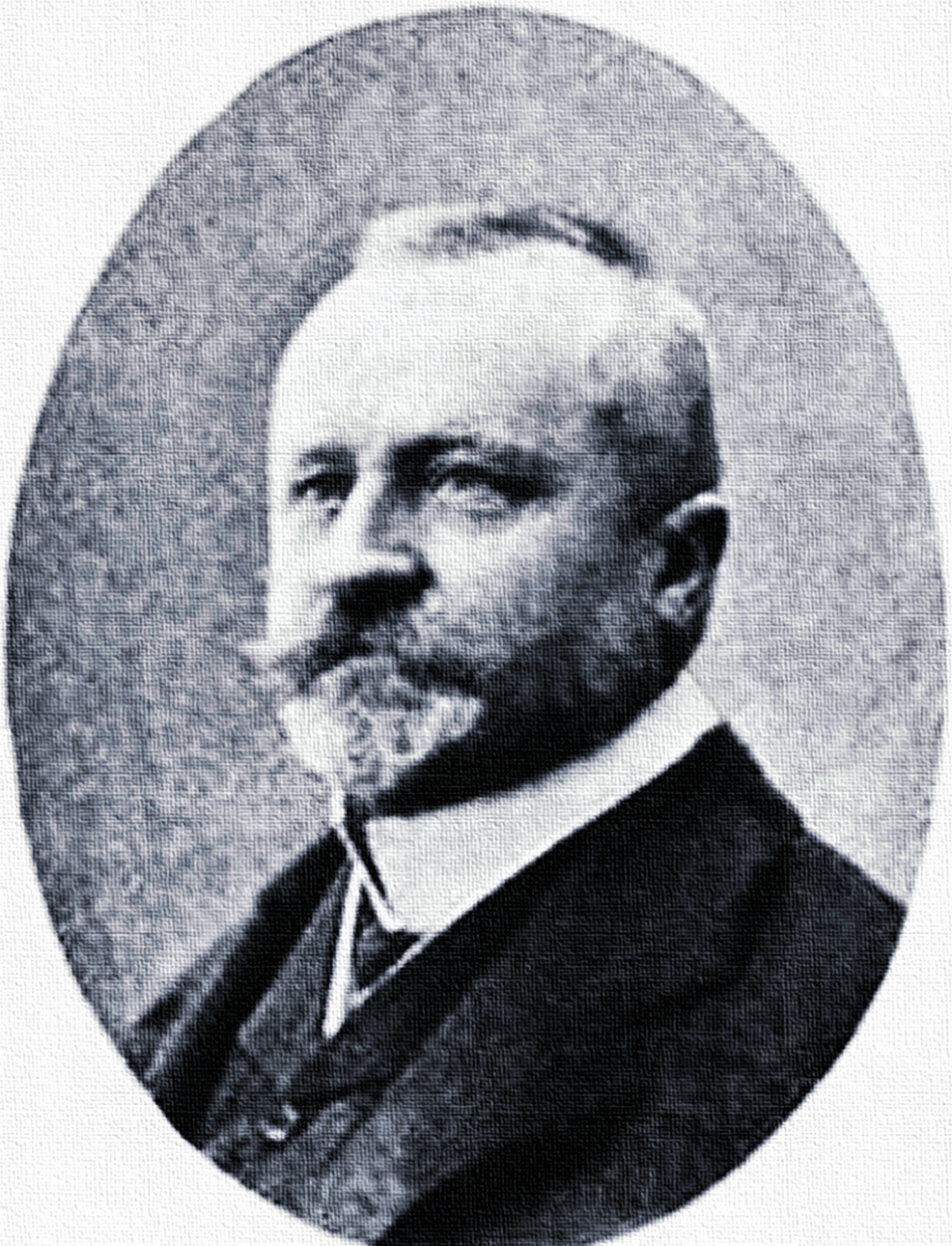
Freiherr Karl Putz von Rolsberg 1907

Karl Ferdinand Borromäus Freiherr Putz von Rolsberg, auch Carl Ferdinand Borromäus Freiherr Putz von Rolsberg (* 18. Oktober 1852 auf Schloss Leitersdorf; † 12. Januar 1921 ebenda) war ein Rittmeister d. R., Politiker sowie Herr auf Leitersdorf (Litultovice) und Weiss-Oelhütten (Bílá Lhota) aus der Familie Putz von Rolsberg. Er war ein langjähriges Mitglied des Abgeordnetenhauses des österreichischen Reichsrats (1891–1897 und 1907–1912).

## Biographie

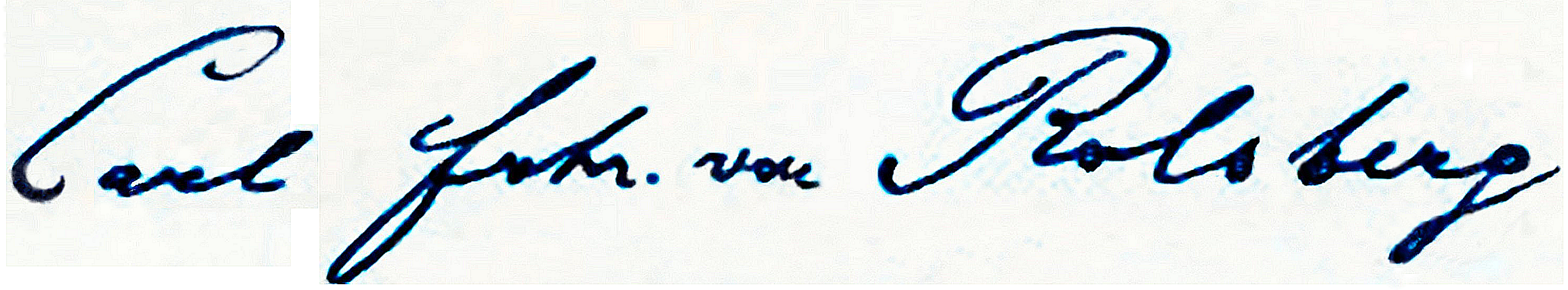
Autograph Carl v. Rolsberg

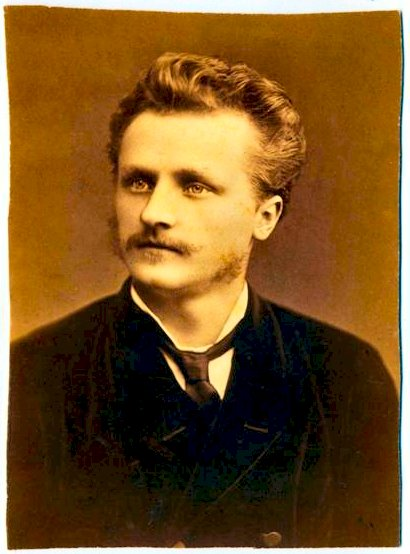
Karl v. Rolsberg 1880

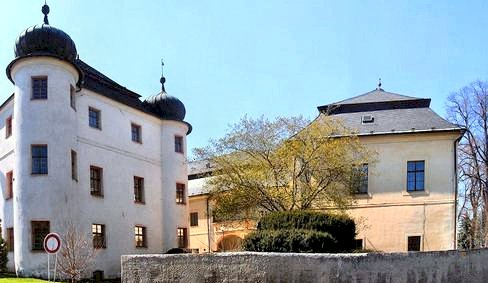
Altes und Neues Schloss Leitersdorf

Der Sohn des Maximilian Anton Putz von Rolsberg besuchte das k. k. Theresianum in Wien von 1864 bis 1874, verpflichtete sich für zwei Jahre bei der k. u. k. Kavallerie, wo er als Rittmeister d. R. ausschied und absolvierte anschließend das Studium der Rechtswissenschaften an der Universität Wien sowie das der landwirtschaftlichen Schule. Danach übernahm er in Eigenregie die Landwirtschaft auf den Gütern seines Vaters.
Der Freiherr wurde 1891 zum kaiserlichen Rat gewählt. Erstmals gelang ihm der Wahlsieg im Bezirk 11 Troppau-Wagstadt. Im Abgeordnetenhaus gehörte er der Mittelpartei des linken Zentrums an. Im Jahr 1896 initiierte er die „Tschechische Zentrale Wirtschaftsgesellschaft für das Herzogtum Schlesien“ und wurde auch zu ihrem ersten Vorsitzenden gewählt. Er war auch Präsident der landwirtschaftlichen Zentralgesellschaft (1907).
Rolsberg verteidigte die beruflichen Interessen der Tschechischen landwirtschaftlichen Verbände, vor allem in Olmützer Region.war seit 1908 Vorsitzender des Nationalen Rates für Tschechisch-Schlesien.
Beim zweiten Mal kandidierte er für die tschechisch-klerikalen Agrarier.
Im Mai 1909 trug er ein Pistolenduell mit dem Abgeordneten der Alldeutschen Vinzenz Malik „in einem Wald bei Hütteldorf“ aus, weil letzterer ihn ständig wegen seines „Frontwechsels“ vom deutschen zum tschechischen Mandat aufs Übelste zu beleidigen und verleumden versuchte. Für Rolsberg sekundierten zwei Agrarier, der spätere tschechoslowakische Ministerpräsident František Udržal (1929–1932) und der Minister für öffentliche Arbeiten in der Regierung Karel Kramář von 14. November 1918 František Staněk. Das Duell endete nach einmaligem Schusswechsel ergebnislos. Der Reichsrat hob deswegen [erst 1912] seine  Immunität auf, woraufhin er sein Mandat niederlegte. Gerichtlich belangt wurde er für dieses Offizialdelikt jedoch nicht, weil der Kaiser jeden, der Reserveoffizier war, für diesen Fall amnestierte.

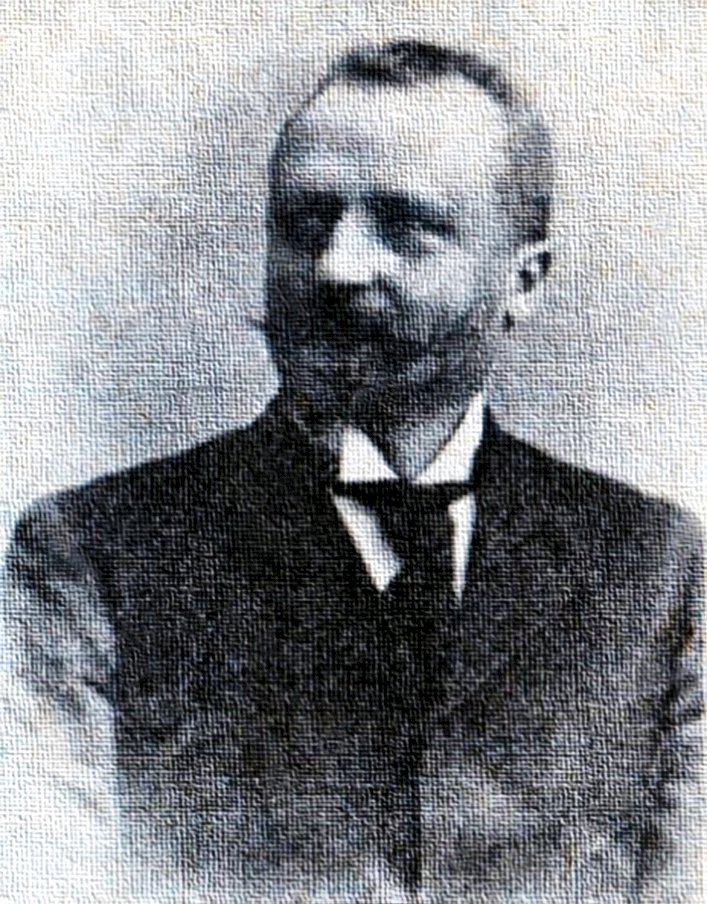
Karl v. Rolsberg 1895
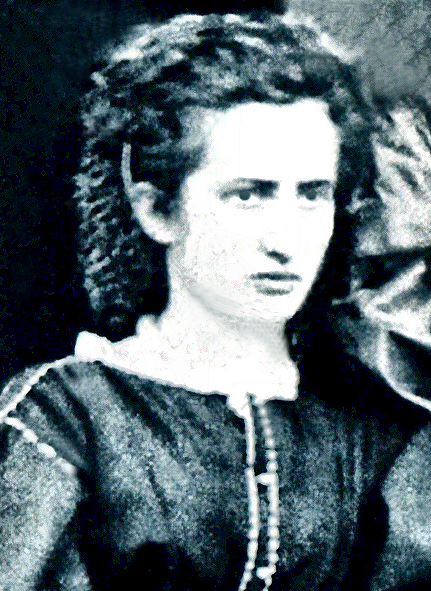
Berta Lenk von Wolfsberg 1865
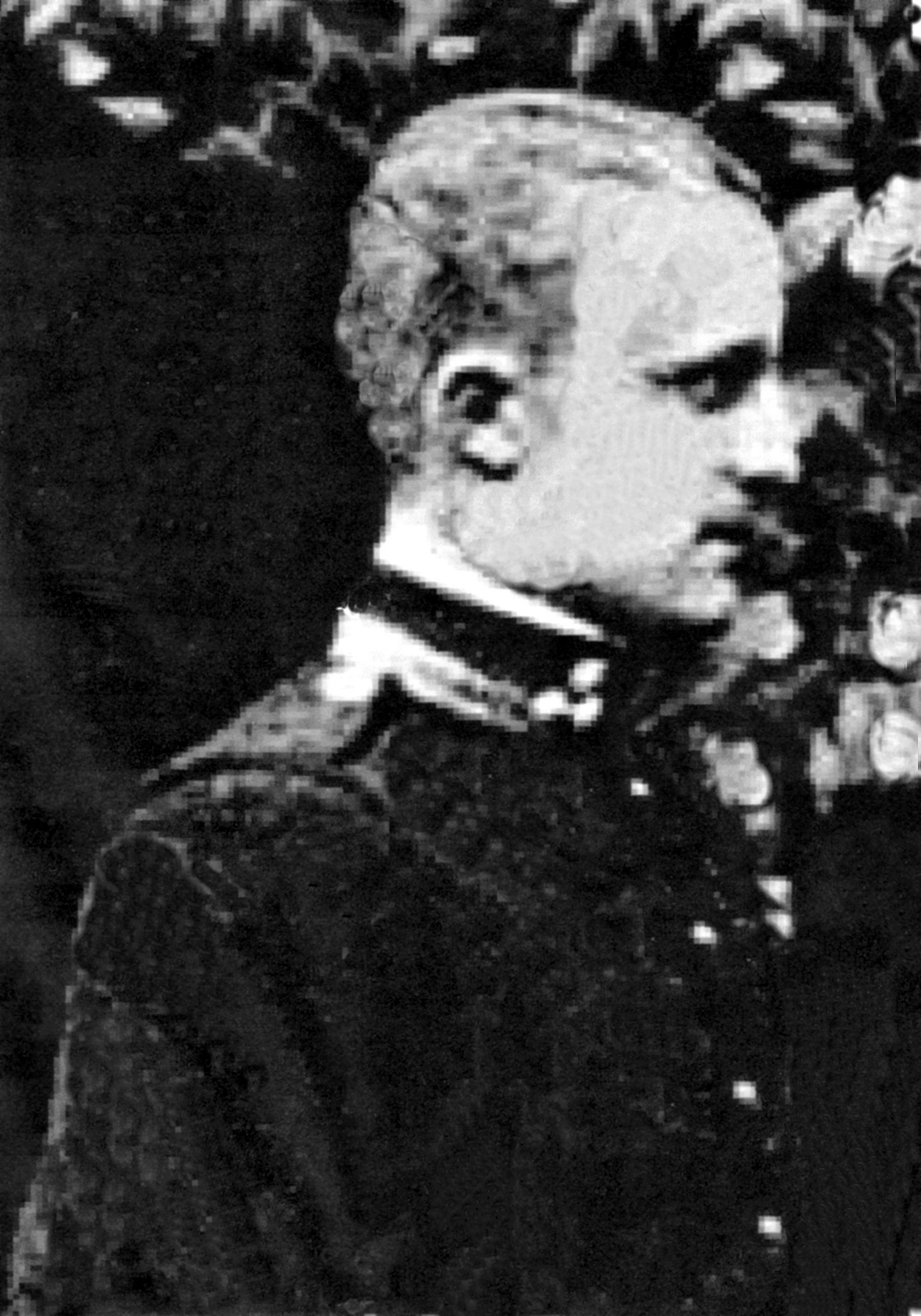
Maximilian von Rolsberg 1900
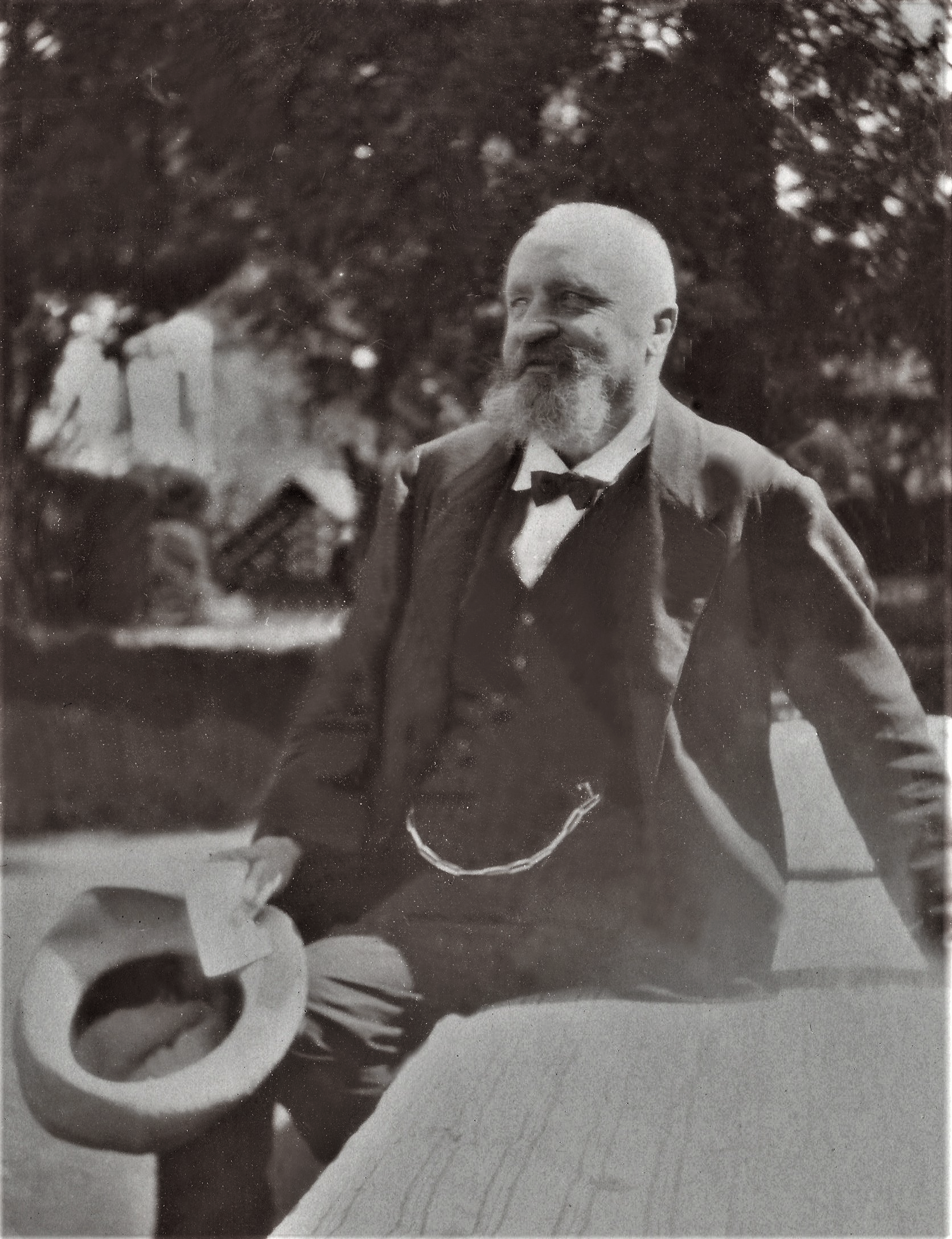
Karl v. Rolsberg 1920

Rolsberg setzte sich entschieden für die Belange seiner tschechischen Wähler ein. Europäische, übernationale Einstellung gehörte zu den Eigenheiten des altösterreichischen Adels und des Vielvölkerstaates. Ihm verdanken die Tschechen auch die Errichtung einer Bürgerschule in Jaktar an der [damaligen] Troppauer Stadtgrenze. Weiters förderte er durch Stipendien hilfsbedürftige Schüler am Troppauer Gymnasium. Mit dem tschechischen Dichter Petr Bezruč (Vladimir Vasek) war Karl eng befreundet. Nach dem Krieg weilte auch mehrmals der tschechoslowakische Ministerpräsident Antonín Švehla auf Schloss Leitersdorf.
Er übertrug testamentarisch die Verwaltung der Güter, da alle anderen volljährigen männlichen Mitglieder bereits verstorben waren, seinem Schwiegersohn k. u. k. Infanteriegeneral Alfred Freiherr von Waldstätten.

## Familie
Der Baron wurde am 20. März 1876 in Mainz mit Susanne Friederike Berta Hermine Freiin Lenk von Wolfsberg (* 28. Dezember 1848 in Mainz; † 12. Oktober 1906 in Wien), Tochter des K. u. K. Feldzeugmeisters Nikolaus Wilhelm Freiherr Lenk von Wolfsberg. getraut.
Mit ihr hatte er vier Kinder, drei Töchter und den Sohn Maximilian Wilhelm, Bezirkskommissär und k.u.k. Leutnant d. R., im Krieg im Landwehr-Ulanen-Regiment Nr. 4, (* 24. Dezember 1876 auf Schloss Leitersdorf; † 3. September 1914, an einer Blutvergiftung infolge einer in der Schlacht bei Tarnobrzeg/Galizien) erlittenen Verwundung, verheiratet mit Maria Christine Eva Daniela Freiin von Sobeck, Skal und Kornitz (* 10. April 1885 in Troppau;  † 4. Oktober 1918 in Wien). Die Söhne des Maximilian waren Karl Max Alois (* 26. April 1907 in Troppau;  † 15. April 1945 in Waldkirchen, gefallen), promovierter Jurist, später SS-Hauptsturmführer, vermählt in zweiter Ehe seit dem 20. Mai 1942  mit Ursula Achenbach (* 8. Juni 1921 in Siegen) sowie der promovierte Jurist und Diplomingenieur Alois Maria Anton (* 6. Juli 1908 in Troppau; † 23. Mai 1945 in Leobschütz, Schlesien in sowjetischer Kriegsgefangenschaft), der seine Cousine Maria Eva Bianca Charlotte (* 22. November 1908 in Troppau; † 30. Juli 1999 in Wien), Tochter des Generals Alfred von Waldstätten am 9. September 1939 geheiratet hatte. Beide setzten den Stamm fort.
Für Aufsehen sorgte die Hochzeit seiner drei Töchter binnen weniger als zwei Jahren. So heirateten Katharina Berta Maria (* 15. August 1879 auf Schloss Leitersdorf; † 18. Juli 1947 Bad Ischl) am 16. November 1898 den späteren k.u.k. Obersten, Kommandanten des Inf. Reg. 41, Eberhard Stefan Maria Mayerhoffer von Vedropolje (1878–1914), Eva Anastasia (* 2. Juli 1878 auf Schloss Leitersdorf; † 1. Juli 1946 in Troppau) am 11. Oktober 1899 den späteren Oberstleutnant und Grafen Alexander Wassilko von Serecki (1871–1920) und Bertha (Hertha) Malwine Antonia (* 10. Oktober 1881 auf Schloss Leitersdorf; † 9. Dezember 1972 in Mauerbach) am 20. Oktober 1900 den späteren k.u.k. General der Infanterie Alfred Freiherren von Waldstätten (1872–1952).
Karl heiratete nach dem Tod seiner Gattin ein zweites Mal, nämlich Marianne Freiin von Stillfried und Rattonitz (* 9. April 1855 in Graz; † 27. August 1940)  Anno 1908.
Seine Nachfahren wurden 1946 aus der Tschechoslowakei vertrieben, Tochter Eva Anastasia in den Tod getrieben. Trotzdem wird auch heute noch das Andenken des mehrere Male zum Bürgermeister von Leitersdorf gewählten Freiherren von der dort wohnenden tschechischen Bevölkerung in Ehren gehalten. Dessen Grab, auf eigenen Wunsch außerhalb der Familiengruft, wird ständig gepflegt, das Mausoleum unterliegt der offiziellen Denkmalspflege.

## Bildergalerie

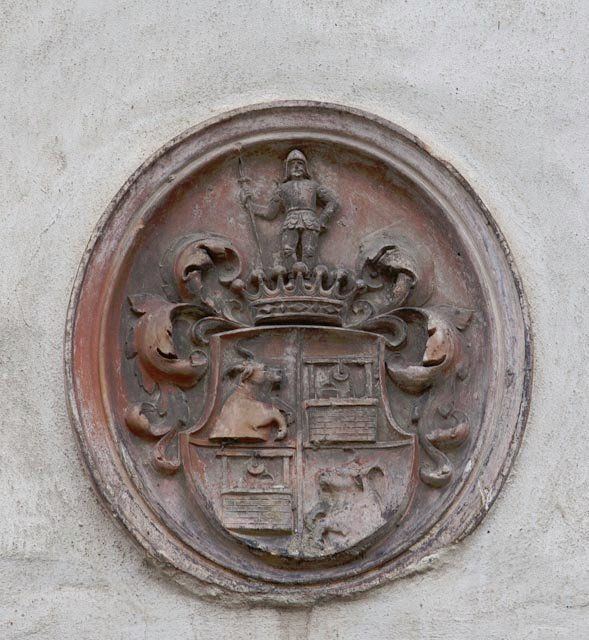
Wappen der Rolsberg am Alten Schloss

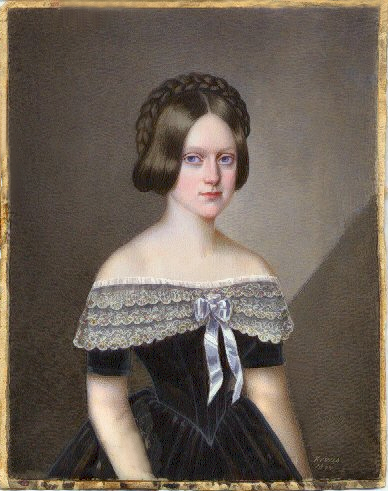
Karls Mutter, Antonia Kornides Edle von Krempach
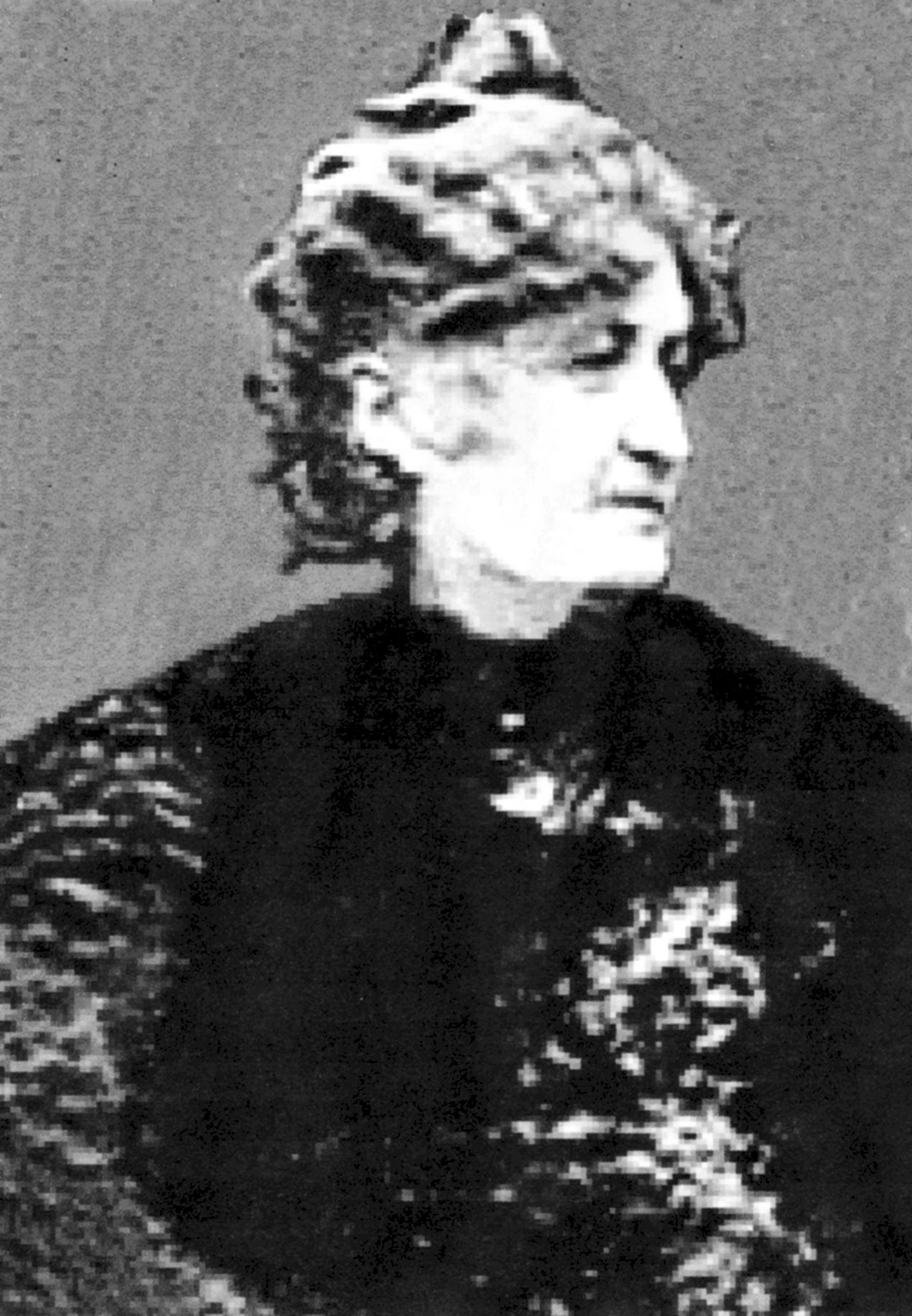
Karls 1. Gattin Berta Lenk von Wolfsberg 1900
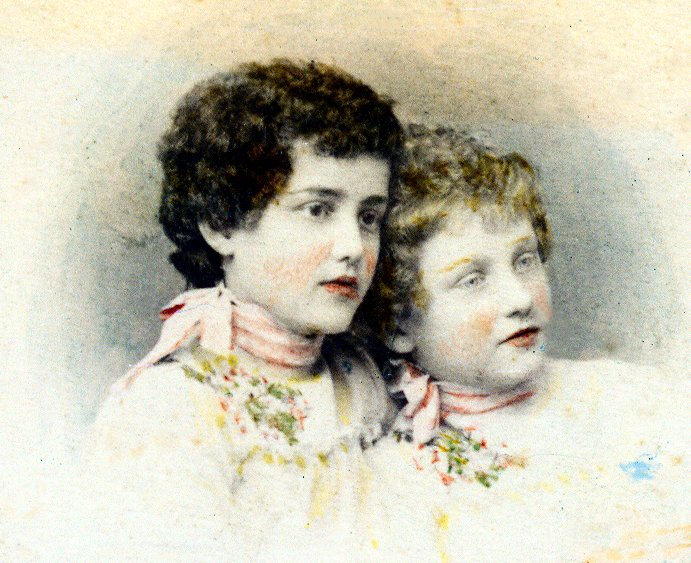
Eva und Bertha (Hertha) Putz von Rolsberg um 1887
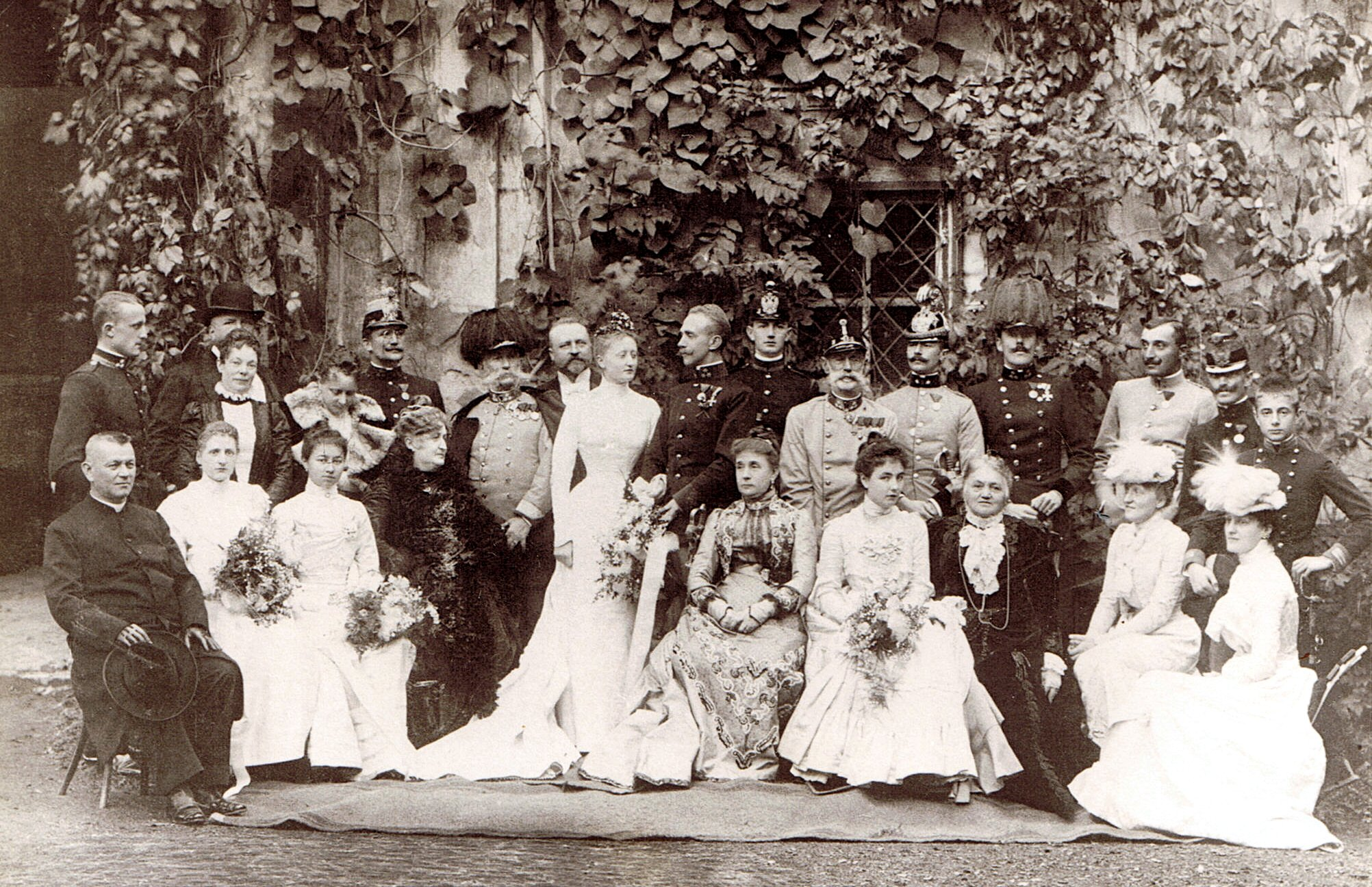
Hochzeit von Alfred Freiherr von Waldstätten und Hertha Freiin Putz von Rolsberg am 20. Oktober 1900
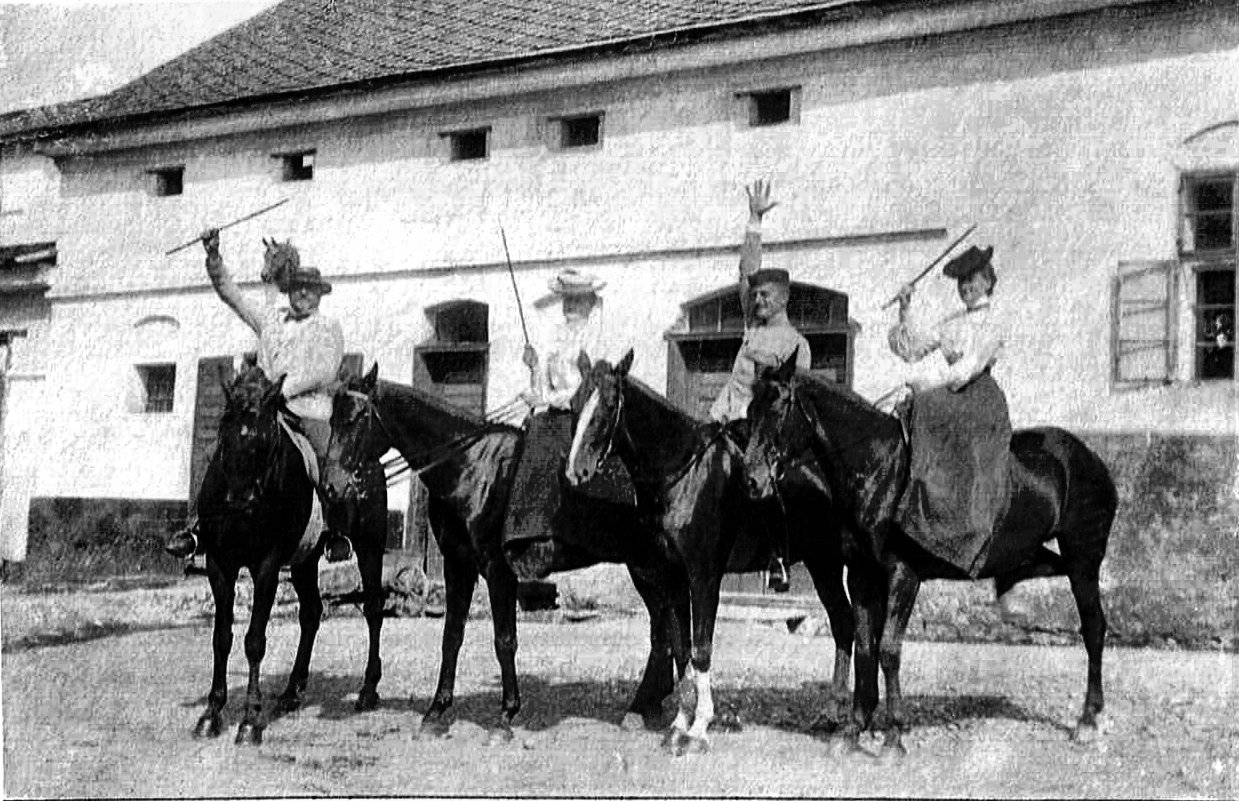
Karl v. Rolsberg mit Sohn Max, Gattin Berta und Schwiegertochter Maria Christine 1903
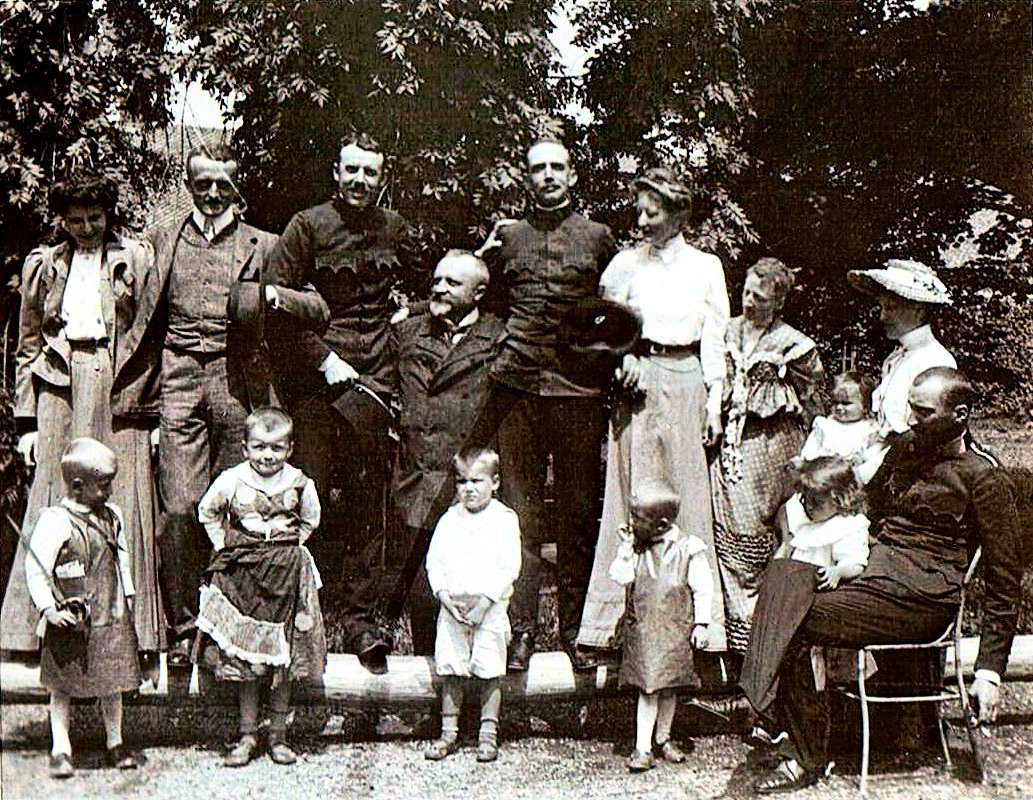
Familienfoto auf Leitersdorf 1906
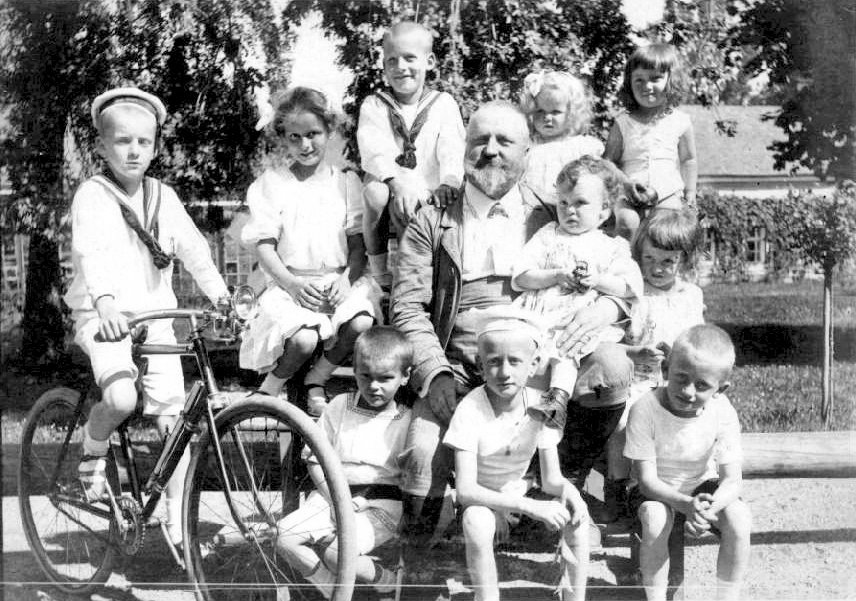
Karl Putz v. Rolsberg mit Enkelkindern, 60. Geburtstag 1912
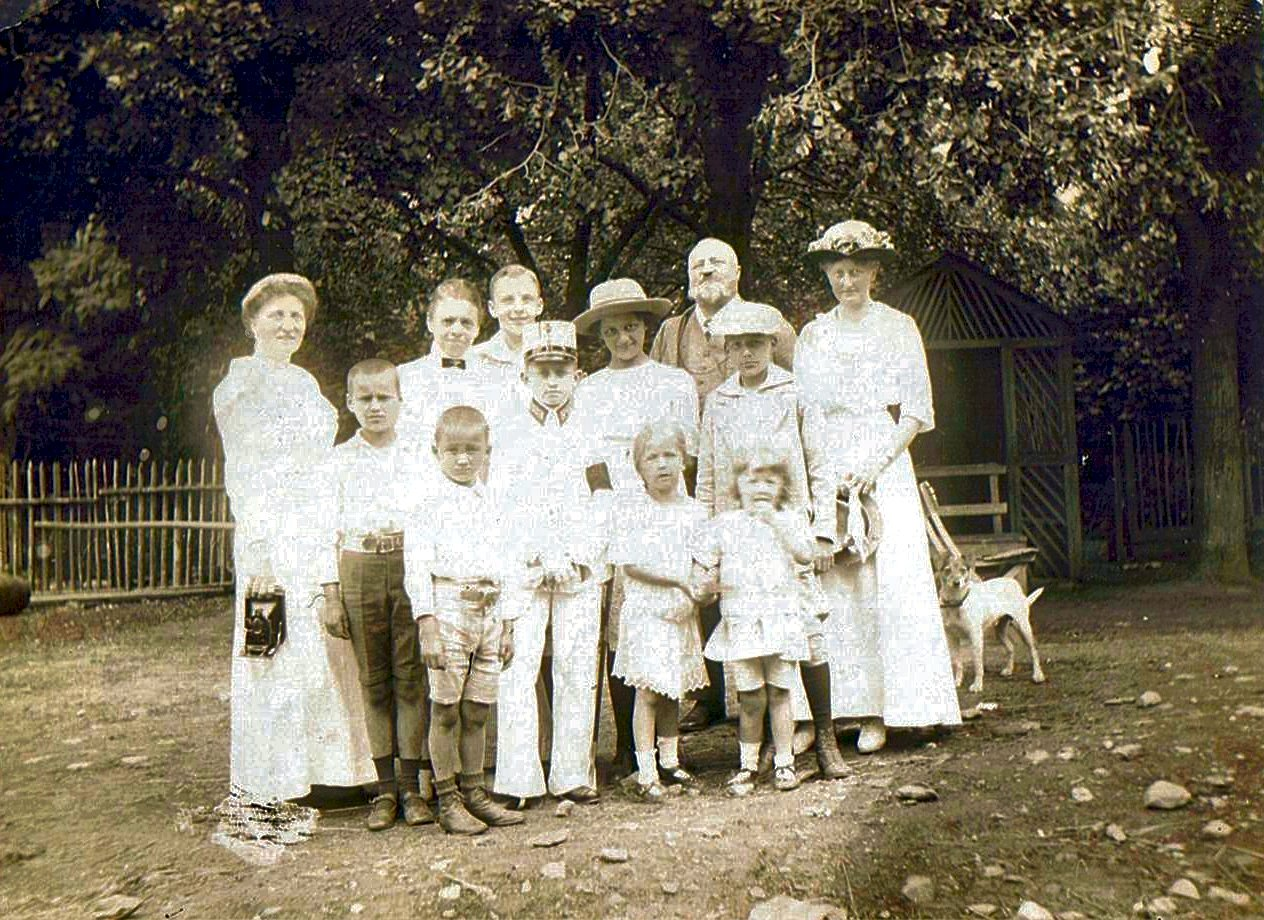
Karl von Rolsberg während des Krieges – mit Frauen und Kindern nach 1915
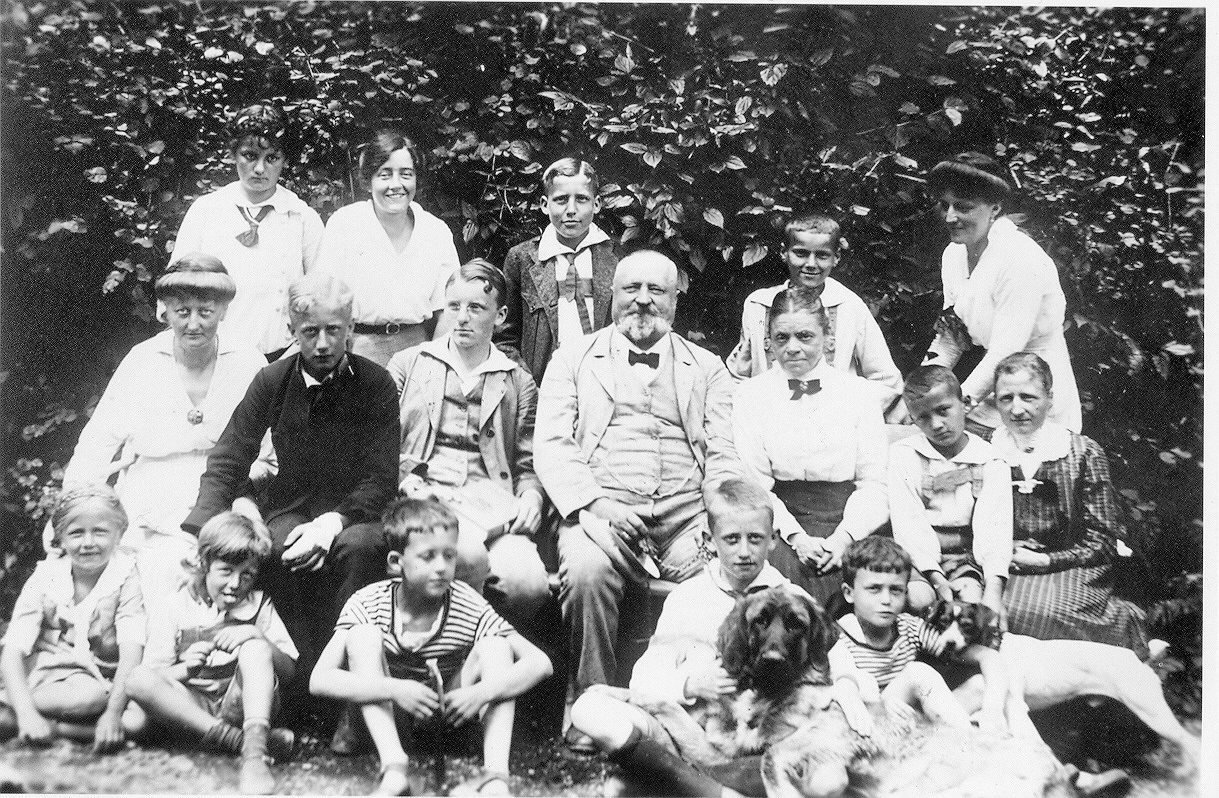
Karl Putz v. Rolsberg, 65. Geburtstag 1917, neben ihm seine 2. Gattin Marianne
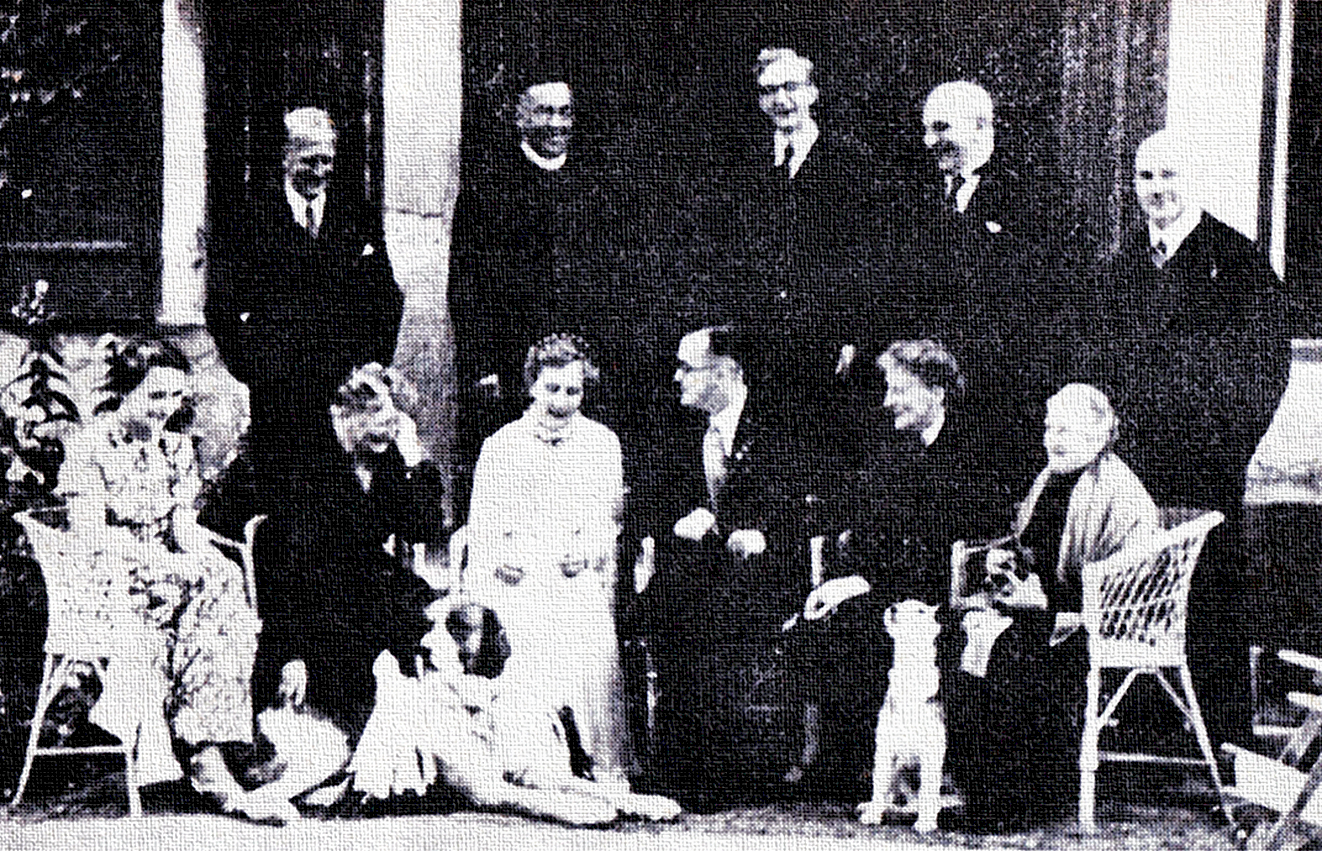
Alois und Maria Eva Bianca von Rolsberg, 9. September 1939
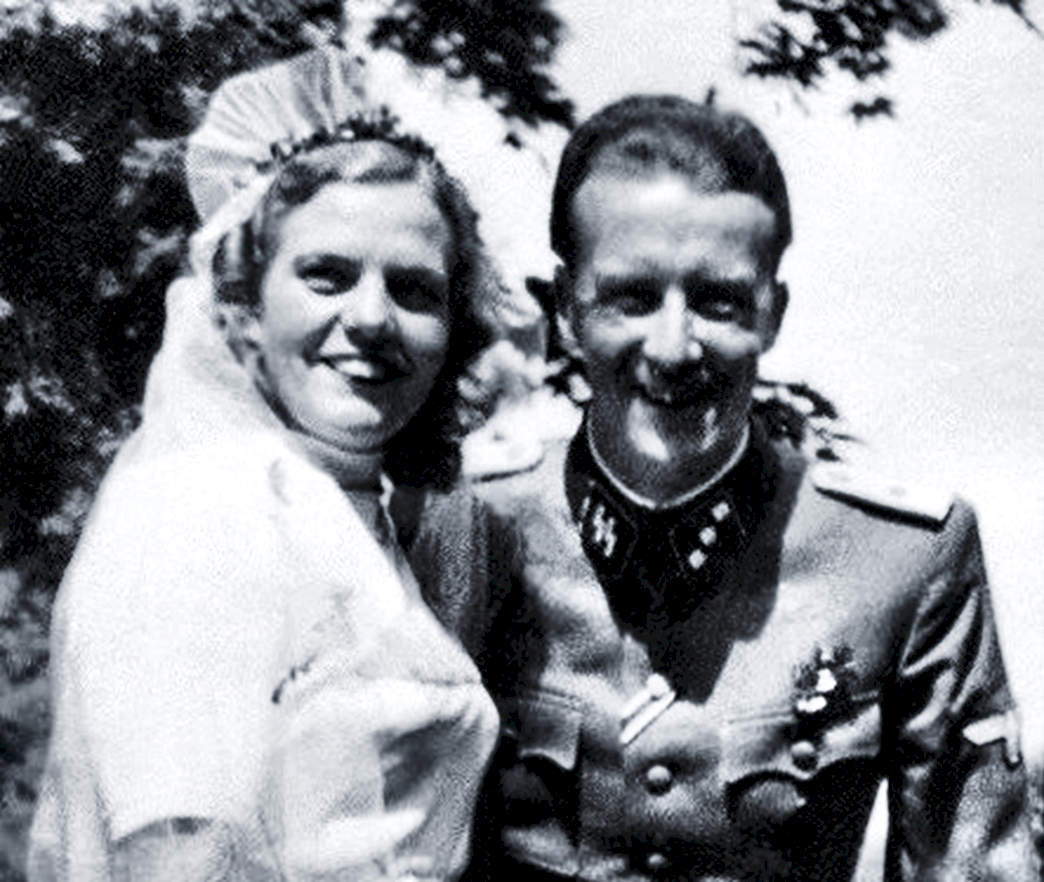
Karl und Ursula von Rolsberg, 20. Mai 1942
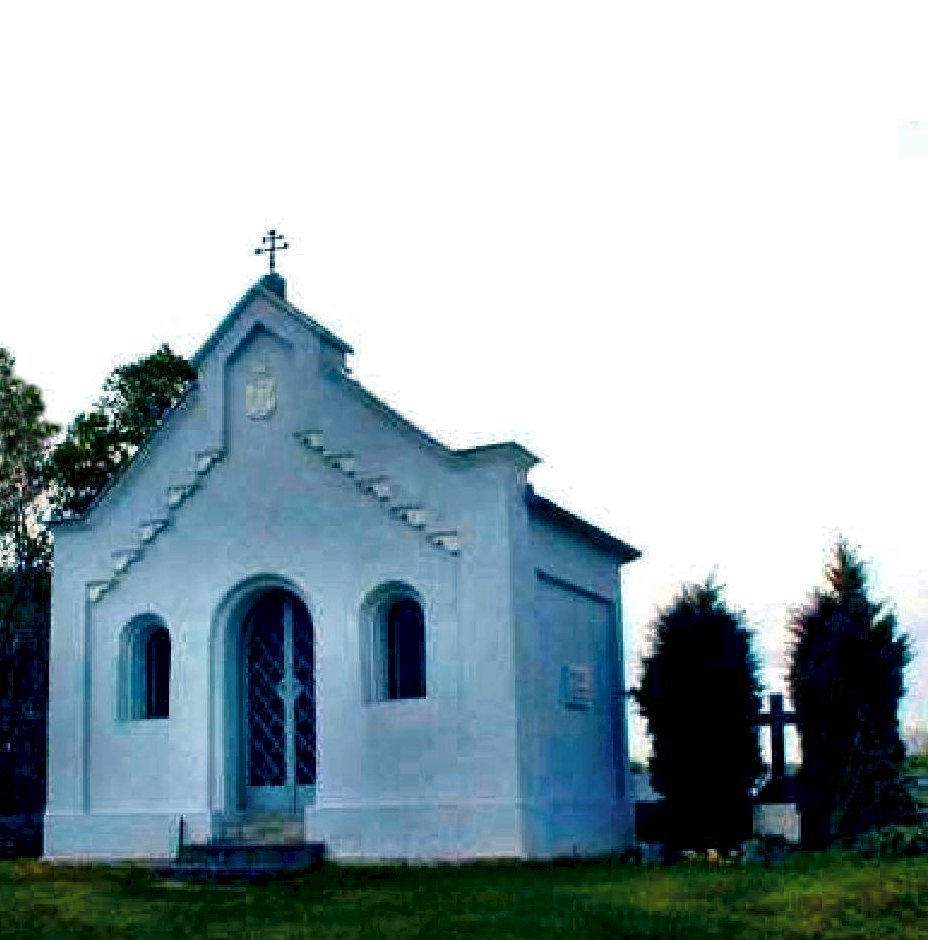
Mausoleum Rolsberg, daneben das Grab Karls